# ColoQuick-Cult/Saison 2016
Dieser Artikel listet Erfolge und Fahrer des Radsportteams Team ColoQuick in der Saison 2016 auf.

## Abgänge – Zugänge
| Zugänge                       | Team 2015                | Abgänge             | Team 2016                  |
| ----------------------------- | ------------------------ | ------------------- | -------------------------- |
| Kristian Haugaard             | Leopard Development Team | Rolf Broge          | Karriereende               |
| Jonas Vingegaard (ab 25. Mai) | Neoprofi                 | Mads Würtz Schmidt  | Team Virtu Pro-Veloconcept |
| Alex Rasmussen                | Team TreFor-Blue Water   | Christian Jørgensen | Team Virtu Pro-Veloconcept |
| Mads Würtz Schmidt            | Cult Energy Vital Water  | Mads Corell         | Team Giant Scatto U23      |
| Hampus Anderberg              | Neoprofi                 | Alexander Kamp      | Stölting Service Group     |
| Louis Bendixen                | Neoprofi                 |                     |                            |
| Maximilian Hoffman            | Neoprofi                 |                     |                            |
| Gustav Erik Larsson           | Cult Energy Pro Cycling  |                     |                            |
| Frederik Wilmann (ab 23. Mai) | Team Ringeriks-Kraft     |                     |                            |

## Mannschaft
| Name                | Geburtstag         | Nationalität |
| ------------------- | ------------------ | ------------ |
| Rune Almindsø       | 21. November 1995  | Dänemark     |
| Hampus Anderberg    | 25. Mai 1996       | Schweden     |
| Louis Bendixen      | 23. Juni 1995      | Dänemark     |
| Kristian Haugaard   | 27. Februar 1991   | Dänemark     |
| Dennis Herforth     | 26. September 1982 | Dänemark     |
| Maximilian Hoffman  | 26. Februar 1997   | Dänemark     |
| Gustav Erik Larsson | 20. September 1980 | Schweden     |
| Christian Lund      | 27. Dezember 1994  | Dänemark     |
| Jacob Gye Madsen    | 23. November 1989  | Dänemark     |
| Jesper Nielsen      | 7. Juli 1984       | Dänemark     |
| Alex Rasmussen      | 9. Juni 1984       | Dänemark     |
| Jimmi Sørensen      | 7. November 1990   | Dänemark     |
| Jonas Vingegaard    | 10. Dezember 1996  | Dänemark     |
| Aske Vorre          | 24. Mai 1993       | Dänemark     |
| Frederik Wilmann    | 17. Juli 1985      | Norwegen     |